# کوواکامای
کوواکامای (به ژاپنی: 幸若舞 Kōwakamai) نوعی رقص است که در قرن پانزدهم به وجود آمد و در طی دوره سنگوکو و اوایل دوره ادو (اواخر قرن شانزدهم و اوایل قرن هفدهم) در ژاپن محبوب بود. هر چند که کوواکامای حاوای اجزای رقص به همراه موسیقی بود اما محققان اجزای اجرای متن آن را به عنوان یک سبک مستقل ادبی در نظر می‌گیرند.